# جيريمي غريفيثز
جيريمي غريفيثز (بالإنجليزية: Jeremy Griffiths)‏ هو لاعب كرة قاعدة أمريكي، ولد في 22 مارس 1978 في فيرفيو في الولايات المتحدة.

## وصلات خارجية
- جيريمي غريفيثز على موقعبيزبول رفرنس.كوم (الدوري الرئيسي) (الإنجليزية)
- جيريمي غريفيثز على موقعبيزبول رفرنس.كوم (الدوري الثانوي) (الإنجليزية)
- جيريمي غريفيثز على موقع مشجعي الرسوم البيانية (الإنجليزية)